# Hakea bakeriana
Hakea bakeriana (лат.) — австралийский кустарник рода Хакея (Hakea) семейства Протейные (Proteaceae). Вид эндемичен для центрального побережья Нового Южного Уэльса. Растение с остроконечными, цилиндрическими листьями и розовыми или малиновыми цветками в группах от четырех до двенадцати. Плод представляет собой грубую, сморщенную листовку, оканчивающуюся коротким клювом.

## Ботаническое описание

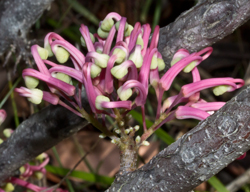
Цветок

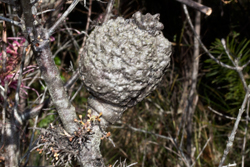
Плод-листовка.

Hakea bakeriana — густо-разветвленный кустарник, достигающий 1—2 м в высоту и ширину. У него есть утолщённое основание ствола, лигнотубер, из которого растение способно возрождаться после пожара. Мелкие ветви густо покрыты спутанными мягкими волосками. Простые листья имеют цилиндрическую форму, 5—11,5 см в длину и около 0,8—1,5 мм в диаметре, заканчиваясь заострённым кончиком длиной 0,7—1 мм. От 4 до 12 душистых цветков появляются на короткой волосистой вертикальной ножке длиной 4—30 мм. Цветы часто появляются под листьями или на старых ветвях. Околоцветник от розового до малинового имеет длину 10—15 мм. Стиль составляет около 40 мм в длину. Розовато-белые или тёмно-розовые цветки появляются с поздней осени до ранней весны. Древесные плоды листовки имеют шероховатую и сильно морщинистую поверхность с пузыреобразными выпуклостями. Плоды имеют длину ок. 4,5—7 см и ширину 3,3—4,5 см. Плоды оканчиваются маленьким гладким или малозаметным клювом.

## Таксономия
Вид Hakea bakeriana (хакея Бейкера) был описан ботаниками Фердинандом фон Мюллером и Джозефом Мейденом в 1892 году на освании образца, собранного на «бесплодном участке земли недалеко от берега ручья в Уолсенде». Описание было опубликовано в мемориальном томе, посвящённому Маклею, Линнеевского общества Нового Южного Уэльса. Вид получил название в честь австралийского ботаника Ричарда Томаса Бейкера, учителя, экономиста-ботаника, куратора Сиднейского технологического музея.

## Распространение и местообитание
Произрастает на пустошах, в склерофитовых лесах и в сухих лесах на побережье и в окрестностях Нового Южного Уэльса между Ньюкаслом и Гленори.

## В садоводстве
Выращивается в основном местными австралийскими садоводами. Растение выносливо, растёт на различных почвах и в различных климатических условиях, хотя предпочитает солнечные места. Его легко выращивать из семян, однако из-за ограниченного распространения вида получение семян осложнено.